# 125th Street (linea IRT Lexington Avenue)
125th Street è una stazione della metropolitana di New York situata sulla linea IRT Lexington Avenue. Nel 2019 è stata utilizzata da 8 554 857 passeggeri. È servita dalle linee 4 e 6 sempre e dalla linea 5 sempre tranne di notte. Durante l'ora di punta del mattino in direzione Manhattan e l'ora di punta del pomeriggio in direzione Bronx fermano anche le corse espresse della linea 6.

## Storia
La stazione fu aperta il 17 luglio 1918. Venne ristrutturata nel 2005.

## Strutture e impianti
Il piano binari della stazione si sviluppa su due livelli, entrambi con una banchina a isola e due binari, il livello inferiore ospita i binari in direzione sud e quello superiore i binari in direzione nord. È posta al di sotto di Lexington Avenue e il mezzanino ha quattro scale d'ingresso posizionate all'incrocio con 125th Street. Un ascensore nell'angolo nord-est dello stesso incrocio rende la stazione accessibile alle persone con disabilità motoria 

## Interscambi
La stazione è servita da alcune autolinee gestite da NYCT Bus. Vicino si trova anche la stazione ferroviaria Harlem-125th Street della Metro-North Railroad.
- Stazione ferroviaria (Harlem-125th Street, Metro-North)
- Fermata autobus